# Astragalus gigantirostratus
Astragalus gigantirostratus är en ärtväxtart som beskrevs av Maassoumi, Ghahr., F.Ghahrem. och F.Matin. Astragalus gigantirostratus ingår i släktet vedlar, och familjen ärtväxter. Inga underarter finns listade i Catalogue of Life.